# Jarvis Cocker
Jarvis Branson Cocker (Sheffield, Inglaterra, 19 de septiembre de 1963) es un cantante, músico, actor, columnista y presentador británico, fundador y líder del grupo de rock Pulp y figura clave dentro del movimiento britpop.

## Biografía
El padre de Cocker, Mac Cocker, abandonó a la familia cuando Jarvis era un niño y emigró a Australia, donde se convirtió en un conocido disc jockey en Sídney, en una radio de rock alternativo llamada 2JJ (double jay) a finales de los setenta, asegurando ser el medio hermano de Joe Cocker. Jarvis también tiene una hermana, Saskia, quien canta en algunas de las primeras canciones de Pulp.
Jarvis fundó Arabacus Pulp a los quince años mientras estaba en el colegio. Después de numerosos cambios de integrantes y acortar el nombre a Pulp, saltaron a la fama en los noventa con el gran éxito comercial de His 'n' Hers (1994) y Different Class (1995).
Cocker es famoso por la invasión al escenario en los Brit Awards de 1996 para protestar por la actuación de Michael Jackson. Jackson estaba rodeado de un coro de niños y un rabí, mientras hacía poses como Cristo y presentaba su último sencillo, «Earth Song». Cocker y su amigo Peter Mansell decidieron montar una invasión del escenario en protesta. Subió a escena, simuló bajarse los pantalones, bailó y volvió a sentarse. En respuesta a las inquietudes de la prensa del por qué de sus actos, Cocker respondió "es una forma de protesta por la forma que Michael se ve a sí mismo como una figura parecida a Cristo con el poder de sanar. Solamente corrí al escenario y me exhibí. No hice ningún tipo de contacto físico con nadie, según recuerdo".
Las opiniones de la prensa sobre el hecho fueron exageradas y distorsionadas. La edición del 2 de marzo de 1996 del Melody Maker sugirió que Cocker debería ser condecorado con la Orden del Imperio Británico, otros periodistas estaban convencidos de que había atacado a un niño, lo cual en realidad solo fue un rumor tergiversado.
Las ventas de discos de la banda se dispararon. Una estatua de cera que costó 30 000 libras esterlinas fue colocada en Rock Circus, Londres. En noviembre de 2000 la retiraron temporalmente hasta el fin de la convención anual de seguidores de Michael Jackson en la capital británica.
Otro aspecto que ha dado fama a Cocker es su actividad como crítico y comentarista de la escena cultural, sumado a su actividad en la música. Dentro de ello fue un colaborador frecuente en distintos programas de televisión y fue un conductor del programa sobre arte "Journey on the outside" en el Channel 4 de la televisión pública británica.

### Años 2000
Dos álbumes más fueron lanzados This Is Hardcore y We Love Life, bien recibidos por la crítica pero que nunca alcanzaron el mismo éxito comercial de Different Class. Pulp entró en un receso y Jarvis se mudó a París con su esposa, Camille Bidault-Waddington.
Cocker también ha dirigido algunos videos musicales, «On» para Aphex Twin y «Aftermath» de Nightmares on Wax.
Resurgió en 2003 para promocionar su nuevo álbum, bajo el seudónimo de Darren Spooner, para su nueva banda llamada Relaxed Muscle. 2004 vio nuevamente a Cocker en la escena musical con dos colaboraciones para Nancy Sinatra y su nuevo álbum. En octubre de 2005 hizo una aparición sorpresa en un pequeño local musical de Los Ángeles donde él y su banda descansaban tras una tanda en el estudio de grabación. Surgieron rumores a finales de 2005 que un trabajo en solitario sería lanzado en 2006.
Cocker contribuyó a la banda sonora de Harry Potter y el cáliz de fuego, escribiendo y tocando tres temas titulados «This is the Night», «Do The Hippogriff» y «Magic Works». Aparece brevemente en la película como cantante principal de la banda de pop mágico Weird Sisters (sin nombre en el filme por una disputa legal con la banda Wyrd Sisters). El ficticio grupo también incluye a Jonny Greenwood y Phil Selway de Radiohead, Steve Mackey de Pulp, Jason Buckle de Relaxed Muscle y Steve Claydon de Add N to (X).
Cocker ahora está siguiendo una carrera de solista; su álbum titulado Jarvis, salió en el Reino Unido el 13 de noviembre de 2006. En marzo de 2007 colaboró en el disco de la banda francesa Air en su nuevo álbum Pocket Symphony.
En San Valentín de 2007, fue escogido para entregar el premio a la Mejor Banda Nueva en los Brit Awards. Cocker y Beth Ditto (The Gossip) colaboraron recientemente en una versión de la clásica canción de la década de 1980 «Temptation» de Heaven 17.
En marzo del 2008 dio una pequeña gira por Latinoamérica donde presentó una nueva canción llamada «Girls like it too».
En el 2009, cantó para la película Fantastic Mr. Fox de Wes Anderson, director estadounidense con el que colaboró nuevamente en la banda sonora para The French Dispatch (2021) y realizó un breve cameo en Asteroid City (2023).
En 2010 Cocker realizó un disco instrumental que recopila sonidos ambientales de las trece propiedades de la organización National Trust, que se dedica a restaurar y cuidar espacios con importancia ecológica y cultural. El material se puede descargar gratuitamente desde el sitio web oficial de la fundación.
El 17 de marzo de 2017 en compañía del músico Chilly Gonzales, Cocker publica su tercer álbum en solitario titulado Room 29 inspirado en la mítica habitación 29 del famoso hotel Chateau Marmont en Hollywood.

## Vida personal
El 13 de julio de 2002 contrajo matrimonio con la estilista francesa Camille Bidault-Waddington, con quien tuvo un hijo, Albert. El matrimonio llegó a su fin en abril del 2009. Actualmente se encuentra en una relación con Kim Sion. Es fanático del equipo de fútbol Sheffield Wednesday F.C.

## Discografía

### Álbumes
- Jarvis (13 de noviembre de 2006)
- Further Complications (18 de mayo de 2009)
- Room 29 (17 de marzo de 2017)
- Beyond the pale (17 de julio de 2020)
- CHANSONS d'ENNUI TIP-TOP (22 de octubre de 2021)

### Sencillos
- De Jarvis:
  - "Running the World" (21 de agosto de 2006)
  - "Don't Let Him Waste Your Time" (8 de enero de 2007)
  - "Fat Children" (16 de julio de 2007)
- Sencillo no extraído de ningún álbum:
  - "Temptation" (18 de febrero de 2008), con Beth Ditto y en directo
- De Further Complications:
  - "Angela" (download only) (17 de abril de 2009)
  - "Further Complications"/"Girls Like It Too" (9 de noviembre de 2009)